# The Last of Us II
The Last of Us Part II là một trò chơi hành động phiêu lưu, kinh dị sinh tồn ra mắt vào năm 2020, do Naughty Dog phát triển và Sony Interactive Entertainment phát hành cho hệ máy PlayStation 4. Nội dung phần 2 đặt bối cảnh câu chuyện sau The Last of Us phần đầu tiên (2013), người chơi sẽ tiếp tục cuộc phiêu lưu như trong phần I, nhưng vào vai nhân vật chính Ellie, người mong muốn sự trả thù và bắt đầu dấn thân vào một cuộc xung đột giữa 2 phe dân quân và giáo phái tại Hoa Kỳ thời kỳ hậu tận thế. Ngoài ra, trò chơi còn chứa đựng các yếu tố kinh dị bạo lực từ góc nhìn thứ ba. Trong game, người chơi có thể sử dụng, chế tạo các loại vũ khí, vật phẩm hỗ trợ cũng như nâng cao kỹ năng, phong cách chiến đấu từ trực diện, tay đôi tới leo trèo, ẩn nấp, hành động lén lút để chống lại kẻ thù cùng những bầy xác sống zombie bị đột biến.
Trải qua thời gian phát triển suốt sáu năm bắt đầu từ 2014, Neil Druckmann trở lại với vai trò biên kịch kiêm chỉ đạo phát triển, Gustavo Santaolalla phụ trách soạn nhạc. The Last of US Part II lần đầu được công bố vào tháng 12 năm 2016 nhưng bị trì hoãn đến hai lần, do các vấn đề phát sinh trong khâu phát triển, bảo mật thông tin và hứng chịu thêm các ảnh hưởng tiêu cực chung từ đại dịch COVID-19, cuối cùng, trò chơi được phát hành chính thức vào ngày 19 tháng 6 năm 2020.

## Tóm tắt nội dung

### Tuyến nhân vật và thiết lập
Phần II tiếp tục lấy bối cảnh ở miền Tây Hoa Kỳ hậu tận thế và có nhiều nhân vật quay trở lại từ phần trước như: Ellie (Ashley Johnson), Joel Miller (Troy Baker/Clayton Norcross), em trai Tommy Miller (Jeffrey Pierce/Jeff Kaake) và vợ Maria (Ashley Scott/Caecilie Carlsen). Cốt truyện trong trò chơi bắt đầu ở tại thị trấn Jackson County thuộc tiểu bang Wyoming, do hai vợ chồng Tommy điều hành. Trong đó, Ellie kết bạn với Dina (Shannon Woodward/Cascina Caradonna), một cô gái gốc Do Thái và Jesse (Stephen Chang/Jasper Jeon), một anh chàng gốc châu Á. Họ chạm trán Mặt trận Giải phóng Washington (WLF), một tổ chức dân quân bán quân sự đã lật đổ quân đội của chính quyền Hoa Kỳ trong khu vực cách ly Seattle. Bên phía WLF, một nhóm tám người cũng tìm đến Jackson County bao gồm: Abby Anderson (Laura Bailey/Jocelyn Mettler), Mel (Ashly Burch/Erin McIntosh), Nora Harris (Chelsea Tavares), Owen Moore (Patrick Fugit), Manny Alvarez (Alejandro Edda), Jordan (Chase Austin), Leah và Nick, tất cả đều dưới quyền chỉ huy của Isaac Nixon (Jeffrey Wright/Theodore Martinez), lãnh đạo quân sự của WLF. Người chơi tuy chủ yếu điều khiển Ellie nhưng cũng phải chuyển sang một số phân cảnh của Abby. Trò chơi có các địa điểm trong thế giới thực, chủ yếu là: Seattle, Wyoming, Washington, Santa Barbara thuộc tiểu bang California. Trong game, hai nhân vật Ellie và Abby không chỉ đụng độ với WLF, mà còn chiến đấu với Seraphites (Scars), một nhóm những kẻ dị giáo cuồng tín, và Rattlers, một băng cướp chuyên bắt sống người để làm nô lệ. Ngoài ra, trong hành trình của nhân vật Abby, cô còn kết bạn và đồng hành cùng với hai cựu thành viên Seraphites khác, là hai chị em người gốc châu Á là Yara (Victoria Grace) và người em gái chuyển giới của mình - Lev (Levi/Lily) (Ian Alexander).

### Cốt truyện
5 năm đã trôi qua kể từ sau những sự kiện xảy ra ở phần I, Joel và Ellie lúc này đang sống bình yên ở Hạt Jackson do em trai Tommy xây dựng, lãnh đạo. Ellie kết bạn với Dina và Jesse, bước vào mối quan hệ tình cảm với Dina sau khi cặp đôi trước đó chia tay. Vào mùa đông, Joel và Tommy bất ngờ mất tích trong chuyến tuần tra gần đó, khiến cho Ellie, Dina và Jesse phải đi điều tra. Cùng lúc đó, Abby đang dẫn đầu một nhóm gồm tám thành viên thuộc WLF khác (Owen, Mel, Manny, Nora, Jordan, Leah và Nick) đến vùng ngoại ô của Jackson để tìm giết một người bí ẩn mà nhóm này gọi là "kẻ thù". Sau đó, Joel và Tommy đang tuần tra thì tình cờ gặp và cứu Abby thoát khỏi một nhóm người nhiễm bệnh lớn, sau khi tự giới thiệu bản thân, hai người được Abby chỉ đường để đưa trở lại với nhóm của mình, bất ngờ, cả hai bị tấn công, khống chế khi còn chưa kịp hiểu chuyện gì đang xảy ra, Tommy bị đánh ngất, Abby tiết lộ rằng Joel chính là "kẻ thù", là mục tiêu mà nhóm này đang truy lùng và tra tấn Joel đến chết trước khi Ellie kịp đến. Đau đớn và bị ám ảnh bởi cái chết của bác Joel,  Ellie, nhóm bạn của mình và Tommy thề sẽ trả thù.
Vài tuần sau, Tommy, sau khi điều tra thì biết được nhóm của Abby là một phần của lực lượng WLF hiện đang đóng quân tại khu vực cách ly Seattle, vốn là thành trì cũ của lực lượng phục vụ Chính phủ FEDRA, Tommy vui mừng, nhưng ông cũng thất vọng vì Jackson không có đủ nguồn lực để chiến đấu trực diện với WLF, vì vậy, ông quyết định sẽ đến Seattle một mình với mục đích là ám sát cả nhóm Abby. Với sự ủy quyền từ Maria, Ellie và Dina đuổi theo Tommy. Khi đến Seattle, bộ đôi Ellie và Dina phải đối mặt và chiến đấu với các nhóm tuần tra của WLF, họ cũng phát hiện ra rằng chú Tommy đã đến đây trước, ông tra tấn và giết chết một số thành viên của WLF để moi thông tin về Abby, trong đó có cả Nick. Ellie, Dina đi tiếp thì dính bẫy và bị bắt, họ chạm mặt Jordan - người lúc trước đã chém vào mặt Ellie trong khi cố gắng cứu Joel, và Mike, một chỉ huy của WLF, sau một hồi vật lộn, Ellie cùng Dina phối hợp giết chết cả hai. Sau khi xử lý xong Jordan, Ellie, Dina lần theo dấu vết, tiếp tục hướng mục tiêu về phía Leah - bạn gái của Jordan. Tuy nhiên, khi đến nơi, họ chỉ tìm thấy xác của Leah cùng đội tuần tra WLF, tại đây, những người này đã bị tàn sát một cách dã man bởi một giáo phái bí ẩn. Cặp đôi sau đó bị tấn công bởi một nhóm nhiễm bệnh lớn nhưng trốn thoát, Ellie tiết lộ khả năng miễn nhiễm của mình với Dina, đáp lại, Dina cũng thông báo rằng cô đang mang thai con của Jesse. Ngày hôm sau, khi Dina bị suy yếu về thể chất khi mang thai, Ellie quyết định đuổi theo chú Tommy một mình, cô bất ngờ gặp lại Jesse, người cũng đã theo họ đến Seattle, sau một hồi mâu thuẫn, cãi vã, Jesse đi ứng cứu cho chú Tommy còn Ellie tiếp tục truy lùng Abby. Trong khi tìm kiếm dấu vết của Nora, một thành viên khác thuộc nhóm Abby đã tham gia vào vụ giết Joel, Ellie gặp và đụng độ với Seraphites, một giáo phái tôn giáo cuồng tín và man rợ hiện cũng đang chiến đấu với WLF để tranh giành quyền kiểm soát thành phố, và đây cũng chính là thủ phạm đã hành quyết cả nhóm của Leah. Cuối cùng, Ellie bắt được Nora tại một bệnh viện của WLF, sử dụng vũ lực để tra hỏi thông tin về vị trí của Abby, cô cũng biết thêm được rằng trong nhóm Abby có một số người là cựu thành viên của tổ chức Fireflies.
Ngày hôm sau, Ellie tiếp tục truy vết và tìm thấy nơi ẩn náu của Abby tại một Thủy Cung, cô không gặp được Abby nhưng lại đối mặt với Owen và Mel. Ellie dùng súng khống chế hai người, yêu cầu đưa thông tin về vị trí của Abby, tuy nhiên, họ từ chối và một cuộc vật lộn kịch liệt đã xảy ra dẫn đến việc Ellie bắn chết Owen và đâm chết luôn cả Mel (khi đó đang mang thai con của Owen). Cái chết của Owen và Mel khiến Ellie bị sốc và cũng mất dấu luôn cả Abby, cô nghe theo lời chú Tommy định từ bỏ ý định trả thù vì "Abby đã phải nhận những gì xứng đáng", đúng lúc đó, Abby bất ngờ xuất hiện, bắn chết Jesse đồng thời khống chế cả Tommy và Ellie. Màn hình Gameplay lúc này sẽ chuyển ngược về quá khứ và người chơi sẽ bắt đầu hành trình của nhân vật Abby.
Abigail "Abby" Anderson vốn là con gái duy nhất của tiến sĩ Jerry Anderson (Derek Phillips), bác sĩ trực thuộc tổ chức Fireflies, người dự định sẽ phẫu thuật não cho Ellie để nuôi hy vọng tìm ra vắc-xin chữa bệnh nấm ký sinh Cordyceps - thứ dịch bệnh đang đưa nhân loại đến bên bờ vực của sự tuyệt chủng, nhưng chưa kịp tiến hành thì ông bị Joel giết chết trong trường đoạn cuối của phần I, từ đó, Abby căm hận Joel và nuôi ý định báo thù. Lớn lên, cô nảy sinh tình cảm, cùng Owen gia nhập WLF sau khi Fireflies tan rã, sau một thời gian, cặp đôi chia tay nhưng vẫn giữ quan hệ bạn bè và Owen tiến đến với Mel. Trong một lần quay trở về từ nhiệm vụ thì cô nhận được tin báo Owen đã mất tích trong lúc điều tra hoạt động của Seraphites, Abby gặp Isaac để yêu cầu được biết sự thật. Isaac sau đó tiết lộ rằng Owen có thể đã gia nhập Seraphites vì anh ta đã bắn chết đồng đội của mình để bảo vệ cho một tên dị giáo, ông ta cũng thông báo cho Abby biết về kế hoạch tấn công phủ đầu vào khu định cư của tổ chức Seraphites nằm trên một hòn đảo nhằm vĩnh viễn xóa sổ nhóm người này đồng thời chiếm toàn bộ quyền kiểm soát Seattle. Abby sau đó bí mật đi tìm Owen, cô bị một nhóm Seraphites bắt nhưng may mắn được Yara và Lev, hai chị em vốn cũng là những thành viên nhưng hiện nay đã đào thoát và đang cố gắng trốn chạy khỏi sự truy lùng gắt gao của giáo phái dị giáo này cứu thoát. Trong quá trình đó, một cánh tay của Yara không may bị thương rất nặng. Cuối cùng, Abby cũng tìm được Owen, anh cho biết bản thân đã vỡ mộng và quá chán ngán với cuộc chiến giữa WLF và Seraphites, anh cũng tiết lộ thêm rằng mình đang cố gắng để tới Santa Barbara (một thành phố trực thuộc tiểu bang California), nơi anh tin rằng các cựu thành viên Fireflies đang tìm cách tập trung trở lại. Abby và Lev sau đó đưa Yara đến Thủy Cung để Mel tiến hành chăm sóc y tế, Mel cho biết cánh tay của Yara đang dần hoại tử và cần được phẫu thuật cắt bỏ càng sớm càng tốt, nhưng để làm được điều này thì cần tới bộ dụng cụ y tế hiện đang ở bệnh viện thuộc quyền kiểm soát của WLF, nơi quân lính của Isaac và Nora cũng đang đóng. Abby cùng Lev tới bệnh viện và họ cuối cùng cũng lấy được dụng cụ phẫu thuật mặc dù gặp rất nhiều khó khăn và còn chạm trán phải một con quái vật nhiễm bệnh thuộc dạng đột biến. Sau khi cuộc phẫu thuật của Yara kết thúc thành công, Lev dùng xuồng chạy về nhà ở khu định cư trên đảo Seraphite nhằm thuyết phục người mẹ của họ cùng rời khỏi giáo phái, buộc Abby và Yara phải đuổi theo. Trước khi lên đường, Abby gặp lại Manny, hai người sau đó bất ngờ đụng độ Tommy, Manny bị Tommy giết còn Abby thì may mắn thoát chết do được Yara ứng cứu kịp thời. Abby và Yara đến được hòn đảo thì cũng là lúc lực lượng WLF bắt đầu tổ chức tấn công, chỉ huy Isaac đã lợi dụng cơn bão để tiến quân tổng lực. Cuối cùng, cả hai tìm thấy Lev đang trong trạng thái lo sợ và hoảng loạn cực độ, "cậu bé" đã lỡ tay khiến cho người mẹ cuồng tín của mình thiệt mạng sau khi bà ta nổi điên và tấn công cậu vì đã rời bỏ và bất tuân theo những truyền thống của giáo phái, cả 3 cố gắng rời đảo nhưng bất ngờ gặp Isaac và đội của ông ta, chứng kiến Abby tấn công đồng đội để bảo vệ cho kẻ thù, Isaac nghi ngờ cô phản bội, ông ta chĩa súng định bắn Lev nhưng người chị gái Yara - mặc dù lúc này đang hấp hối do đã bị trúng đạn từ trước đó, vẫn cố gắng để bắn phát súng cuối cùng, cô kết liễu Isaac, chấp nhận hy sinh bản thân để cho Abby và Lev có cơ hội trốn thoát. Sau sự mất mát trên, cả hai quay trở lại Thủy Cung để tìm Owen và Mel nhưng phát hiện ra họ đã bị sát hại, một tấm bản đồ bị bỏ lại tại hiện trường đã dẫn đường cho Abby đến với nơi ẩn náu của nhóm Ellie.
Quay trở lại hiện tại, Abby bắn chết Jesse, khống chế Tommy và cãi nhau với Ellie, Tommy định cướp súng thì bị Lev bắn tên vào chân, Abby bắn tiếp vào đầu Tommy nhưng ông may mắn sống sót, sau một hồi rượt đuổi và vật lộn, Abby cuối cùng cũng giành chiến thắng, cô đánh trọng thương Ellie, định giết cả Ellie và Dina nhưng được Lev kịp thời ngăn lại với lý do rằng Dina đang mang thai, Abby tha chết cho cả hai, cô cảnh báo họ hãy rời Seattle, từ bỏ ý định trả thù và đừng bao giờ để mình phải nhìn thấy nữa. Nhiều tháng sau, Ellie và Dina lúc này đã là một gia đình, họ sống một cuộc sống bình yên và hạnh phúc trong một trang trại, cùng nhau chăm sóc J.J - đứa con chung của Dina và Jesse. Do vẫn ám ảnh về cái chết khủng khiếp của bác Joel, Ellie bị chấn thương tâm lý và mắc chứng bệnh rối loạn căng thẳng. Khi Tommy đến thăm cùng với thông tin về vị trí của Abby, ông đã yêu cầu cô thực hiện lời hứa với mình, báo thù thêm một lần nữa, Ellie vốn vẫn không thể gác lại quá khứ, cô đành chấp nhận đề nghị của chú Tommy, lên đường đi tìm Abby thêm một lần nữa để trả thù mặc dù cho Dina đã hết lời cầu xin cô hãy vì tình yêu mà ở lại. Trong khi đó, Abby và Lev đã đến được Santa Barbara để tìm kiếm thông tin về sự tái hợp của tổ chức Fireflies, Abby bắt được tín hiệu để liên lạc với họ, cặp đôi được hướng dẫn đến đảo Catalina, nhưng không may, họ chưa kịp lên đường thì bị Rattlers, một băng cướp chuyên bắt người về làm nô lệ - bắt sống. Ellie đến Santa Barbara, lần theo dấu vết của bọn cướp nhưng cô lại bất ngờ trở thành người giải cứu cho bộ đôi Abby-Lev, sau khi được cứu và trốn thoát khỏi hang ổ của băng Rattlers, Abby định đưa Lev rời đi, nhưng Ellie bắt ép cô phải chiến đấu tay đôi với mình, sau một hồi vật lộn trên bãi biển, Ellie mặc dù bị Abby cắn đứt hai ngón tay nhưng vẫn chiếm ưu thế và định dìm chết Abby, nhưng, đúng thời khắc sinh tử đó, những ký ức tươi đẹp về bác Joel lại bất chợt xuất hiện trong tâm trí và cuối cùng thì Ellie cũng buông tay, cô tha chết cho Abby và yêu cầu Abby hãy đưa Lev đi. Kết thúc tất cả và trở về trang trại sau chuyến đi dài, Ellie bỗng nhận thấy nó trống không, Dina đã dọn đi cùng đứa bé. Ellie bước vào nhà, tìm thấy cây guitar cũ của Joel nhưng cô chợt nhận ra rằng bàn tay mình giờ đây đã không còn có thể chơi đàn một cách hoàn chỉnh được nữa. Ellie rời bỏ trang trại cùng cây guitar, hướng đến một tương lai vô định, không chắc chắn.

## Đón nhận & đánh giá

### Giải thưởng
| Date                      | Award                  | Category                          | Result    | Ref.   |
| ------------------------- | ---------------------- | --------------------------------- | --------- | ------ |
| ngày 17 tháng 11 năm 2017 | Golden Joystick Awards | Most Wanted Game                  | Đoạt giải | [ 12 ] |
| ngày 7 tháng 12 năm 2017  | The Game Awards        | Most Anticipated Game             | Đoạt giải | [ 13 ] |
| ngày 2 tháng 7 năm 2018   | Game Critics Awards    | Special Commendation for Graphics | Won       | [ 14 ] |
| ngày 2 tháng 7 năm 2018   | Game Critics Awards    | Special Commendation for Sound    | Đoạt giải | [ 14 ] |
| ngày 16 tháng 11 năm 2018 | Golden Joystick Awards | Most Wanted Game                  | Đề cử     | [ 15 ] |
| ngày 11 tháng 12 năm 2020 | The Game Awards        | Game of The Year                  | Đoạt giải | [ 16 ] |